# Martina Caregaro
Martina Caregaro (Aosta, 19 mei 1992) is een voormalig tennisspeelster uit Italië. Caregaro begon met tennis toen zij zeven jaar oud was. Haar favoriete ondergrond is hardcourt, maar zij behaalde haar beste resultaten op gravel. Zij speelt rechtshandig en heeft een tweehandige backhand. Zij was actief in het internationale tennis van 2006 tot en met 2023.

## Loopbaan

### Enkelspel
Caregaro debuteerde in 2006 op het ITF-toernooi van Caïro (Egypte). Zij stond in 2009 voor het eerst in een finale, op het ITF-toernooi van Mallorca (Spanje) – zij verloor van de Spaanse Eloisa Compostizo de Andrés. In 2010 veroverde Caregaro haar eerste titel, op het ITF-toernooi van Pomezia (Italië), waarbij zij in de finale revanche nam op diezelfde Spaanse. In totaal won zij negen ITF-titels, de laatste in 2019 in Padua (Italië).
In 2010 kwalificeerde Caregaro zich voor het eerst voor een WTA-hoofdtoernooi, op het toernooi van Palermo.

### Dubbelspel
Caregaro was in het dubbelspel minder actief dan in het enkelspel. Zij debuteerde in 2007 op het ITF-toernooi van Ciampino (Italië), samen met landgenote Valentine Confalonieri. Zij stond in 2013 voor het eerst in een finale, op het ITF-toernooi van Antalya (Turkije), samen met landgenote Giulia Bruzzone – hier veroverde zij haar eerste titel, door het duo Ana Bogdan en Teodora Mirčić te verslaan. In totaal won zij negen ITF-titels, de laatste in 2017 in Triëst (Italië).
In 2021 speelde Caregaro voor het eerst op een WTA-hoofdtoernooi, op het toernooi van Courmayeur, samen met landgenote Lucia Bronzetti.

### Tennis in teamverband
In 2016 maakte Caregaro deel uit van het Italiaanse Fed Cup-team – zij behaalde daar een winst/verlies-balans van 0–1. Zij nam deel aan de Fed Cup 2016 Wereldgroep I.

## Posities op deWTA-ranglijst
Positie per einde seizoen:
| jaar | rang enkelspel | rang dubbelspel |
| ---- | -------------- | --------------- |
| 2008 | 798            | –               |
| 2009 | 790            | –               |
| 2010 | 384            | 745             |
| 2011 | 474            | –               |
| 2012 | 730            | –               |
| 2013 | 441            | 430             |
| 2014 | 526            | 548             |
| 2015 | 278            | 399             |
| 2016 | 339            | 594             |
| 2017 | 368            | 512             |
| 2018 | 450            | 422             |
| 2019 | 311            | 316             |
| 2020 | 301            | 342             |
| 2021 | 386            | 500             |
| 2022 | 911            | 1151            |
| 2023 | 843            | –               |

## Palmares

### Gewonnen ITF-toernooien enkelspel
| nr. | finale     | toernooi  | dotatie  | ondergrond | tegenstandster in finale    | score         |
| --- | ---------- | --------- | -------- | ---------- | --------------------------- | ------------- |
| 1.  | 2010-03-27 | Pomezia   | $ 10.000 | gravel     | Eloisa Compostizo de Andrés | 6-1, 6-1      |
| 2.  | 2010-10-02 | Ciampino  | $ 10.000 | gravel     | Diana Enache                | 6-3, 6-3      |
| 3.  | 2011-10-30 | Dubrovnik | $ 10.000 | gravel     | Viktorija Kan               | 6-3, 6-3      |
| 4.  | 2013-06-29 | Rome      | $ 10.000 | gravel     | Jasmine Paolini             | 6-2, 6-3      |
| 5.  | 2013-08-03 | Rovereto  | $ 15.000 | gravel     | Sofiya Kovalets             | 7-6, 6-3      |
| 6.  | 2014-11-02 | Pula      | $ 10.000 | gravel     | Stefania Rubini             | 6-4, 6-4      |
| 7.  | 2014-12-14 | Sousse    | $ 10.000 | hardcourt  | Tereza Malíková             | 6-4, 6-0      |
| 8.  | 2017-09-10 | Triëst    | $ 15.000 | gravel     | Federica Di Sarra           | 2-6, 6-1, 6-2 |
| 9.  | 2019-06-23 | Padua     | $ 25.000 | gravel     | Paula Cristina Gonçalves    | 6-4, 6-4      |

### Gewonnen ITF-toernooien dubbelspel
| nr. | finale     | toernooi      | dotatie  | ondergrond | partner         | tegenstandsters in finale           | score            |
| --- | ---------- | ------------- | -------- | ---------- | --------------- | ----------------------------------- | ---------------- |
| 1.  | 2013-02-10 | Antalya       | $ 10.000 | gravel     | Giulia Bruzzone | Ana Bogdan Teodora Mirčić           | 6-3, 1-6, [10-6] |
| 2.  | 2013-05-12 | Pula          | $ 10.000 | gravel     | Anna Floris     | Annalisa Bona Lisa Sabino           | 6-2, 6-3         |
| 3.  | 2013-05-17 | Pula          | $ 10.000 | gravel     | Anna Floris     | Erin Routliffe Carol Zhao           | 6-2, 5-7, [10-7] |
| 4.  | 2013-08-02 | Rovereto      | $ 15.000 | gravel     | Anna Floris     | Olga Jantsjoek Chantal Škamlová     | 3-6, 6-4, [10-6] |
| 5.  | 2014-03-15 | Pula          | $ 10.000 | gravel     | Anna Floris     | Kim Grajdek Maša Zec Peškirič       | 6-3, 5-7, [10-8] |
| 6.  | 2014-06-21 | Civitavecchia | $ 10.000 | gravel     | Anna Floris     | Alexa Guarachi Sally Peers          | 6-4, 6-4         |
| 7.  | 2014-11-08 | Pula          | $ 10.000 | gravel     | Georgia Brescia | Lisa Sabino Anne Schäfer            | 3-6, 6-4, [10-6] |
| 8.  | 2014-11-29 | Sousse        | $ 10.000 | hardcourt  | Alice Balducci  | Barbara Bonić Oleksandra Korashvili | 7-6, 6-4         |
| 9.  | 2017-09-08 | Triëst        | $ 15.000 | gravel     | Paula Ormaechea | Alice Balducci Camilla Scala        | 5-7, 7-5, [10-1] |